# Friedingeni vízerőmű
A friedingeni vízerőmű sorban az első vízerőmű a Dunán. Németországban, Baden-Württemberg tartomány Tuttlingen járásában, a háromezres lélekszámú Fridingen an der Donau kisvárosában található, a Bära-patak torkolatánál. 1923 óta üzemel, 2020 és 2022 között teljes felújításon esett át.

## Felépítés

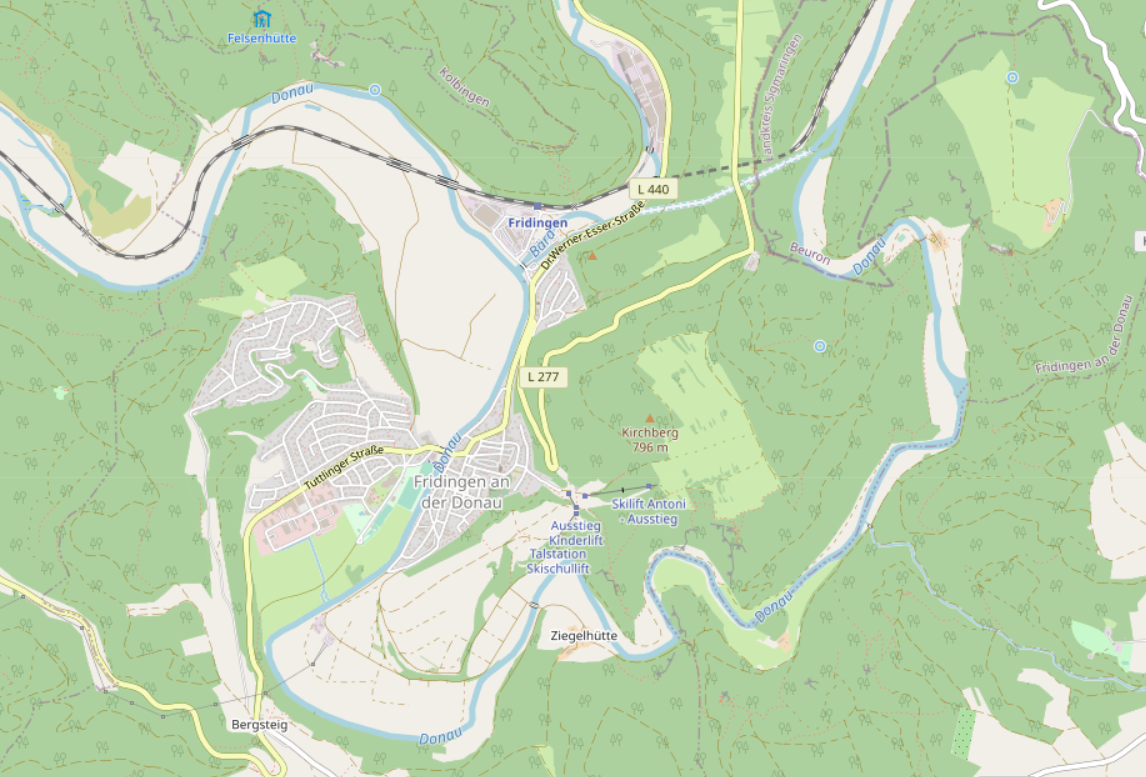
A friedingeni meander

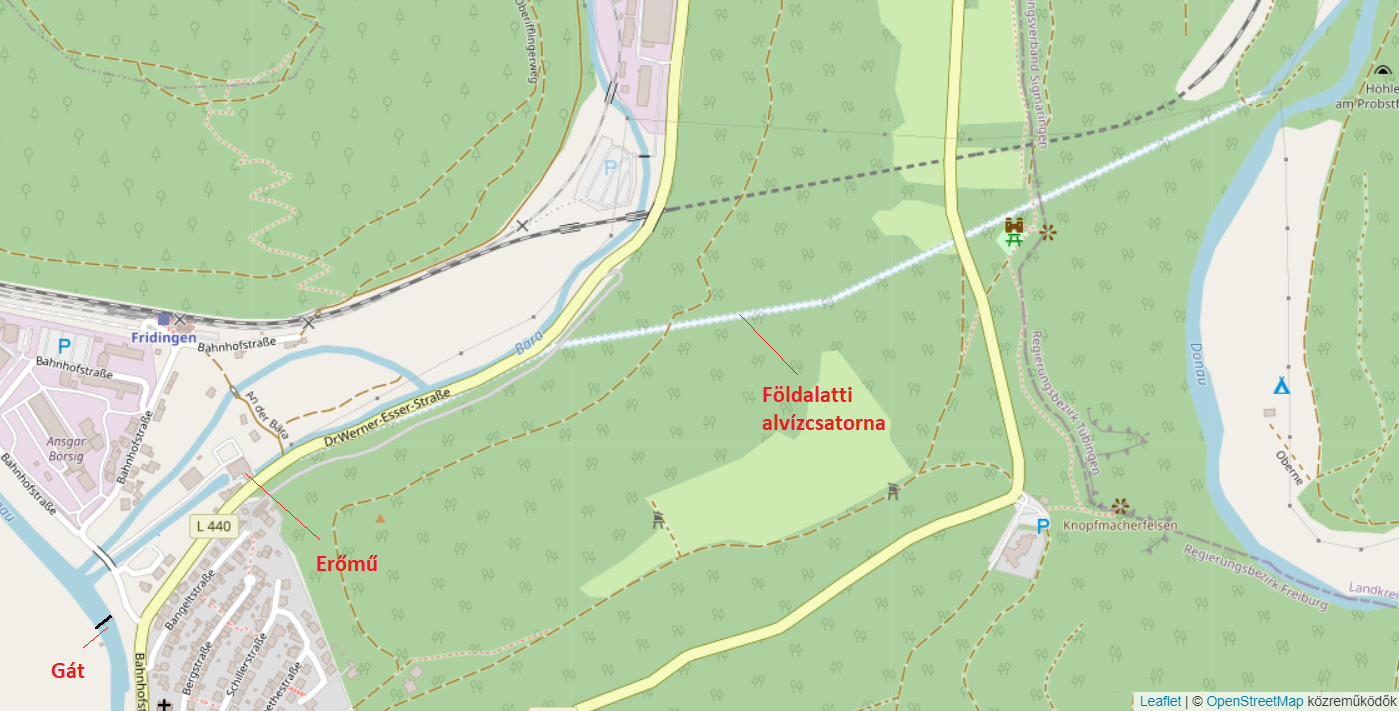
Az erőmű elrendezése

Az erőmű a Friedingen alatti Duna-meanderből adódó energiatermelési lehetőséget használja ki. Ez a folyókanyarulat 11 kilométer hosszú, eközben 16 méter a magasságesése, végpontja pedig nagyon közel esik a kezdetéhez. Az erőmű levágja a kanyart: a folyón épített, azt 1,9 méterrel felduzzasztó keresztgát fölött a vízhozam egy részét egy üzemvízcsatornával az erőműbe vezetik, majd onnan egy közel 1,5 km hosszú földalatti alvízcsatornán jut a meander végpontjához.
1961-ig egy 500 kW teljesítményű szivattyús-tározós erőmű is tartozott a létesítményhez. A tározó 170 méterrel az erőmű fölött épült meg, kapacitása 32 000 m³ volt. Az üzemeltetés leállítása után elbontották.
Korábban egy kisebb erőműben a Bära-patak vizét közvetlenül is hasznosították, ezt 1990-ben leállították. A gépészeti berendezések máig megvannak, műemléki védelem alatt állnak. 

## Gépészet
Az erőműben 2020-ig az eredeti, huszas évekből származó három horizontális tengelyű Francis-turbina dolgozott. Összkapacitásuk 10 m³/s, a kimenő teljesítmény 1 MW volt. 2020 és 2022 között a létesítmény komplett felújításon esett át, mely során ezeket három új, vertikális tengelyű Francis-turbinára cserélték. Az összkapacitás 15 m³/s-ra nőtt, így a teljesítmény is jelentősen megnövekedett.

## Környezetvédelem
A felújítás során a gát mellett új, a mai kor követelményeinek megfelelő hallépcsőt építettek, ami jelentősen növeli a folyó hosszirányú átjárhatóságát. Megnövelték a Duna eredeti medrébe jutó vízmennyiséget is.

## Fordítás
Ez a szócikk részben vagy egészben  a   Wasserkraftwerk Fridingen című német Wikipédia-szócikk ezen változatának fordításán alapul.  Az eredeti cikk szerkesztőit annak laptörténete sorolja fel. Ez a jelzés csupán a megfogalmazás eredetét és a szerzői jogokat jelzi, nem szolgál a cikkben szereplő információk forrásmegjelöléseként.